# Old Down
Old Down – osada w Anglii, w hrabstwie ceremonialnym Gloucestershire, w dystrykcie (unitary authority) South Gloucestershire. Leży 16 km na północ od miasta Bristol i 169 km na zachód od Londynu.